# أليستر مردوخ
أليستر مردوخ (بالإنجليزية: Alister Murdoch) هو طيار أسترالي، ولد في 9 ديسمبر 1912 في Elsternwick ‏ في أستراليا، وتوفي في 29 نوفمبر 1984 في نيوساوث ويلز في أستراليا.